# Bacopa stricta
Bacopa stricta är en grobladsväxtart som först beskrevs av Heinrich Adolph Schrader, och fick sitt nu gällande namn av Wettst. apud Edwall. Bacopa stricta ingår i släktet tjockbladssläktet, och familjen grobladsväxter. Inga underarter finns listade i Catalogue of Life.